# Włochy na Zimowych Igrzyskach Olimpijskich 1960
Włochy na Zimowych Igrzyskach Olimpijskich 1960 reprezentowało 28 zawodników: 21 mężczyzn i siedem kobiet. Był to ósmy start reprezentacji Włoch na zimowych igrzyskach olimpijskich.

## Zdobyte medale
| Medal | Zawodnik         | Dyscyplina            | Konkurencja          | Rezultat   |
| ----- | ---------------- | --------------------- | -------------------- | ---------- |
| Brąz  | Giuliana Minuzzo | Narciarstwo alpejskie | slalom gigant kobiet | 1:40,2 min |

## Skład kadry

### Biegi narciarskie
Mężczyźni
| Zawodnik                                                            | Konkurencja        | czas                     | Pozycja                  |
| ------------------------------------------------------------------- | ------------------ | ------------------------ | ------------------------ |
| Marcello De Dorigo                                                  | Bieg na 15 km      | 52:53,5                  | 9.                       |
| Giulio De Florian                                                   | Bieg na 15 km      | 53:24,1                  | 14.                      |
| Pompeo Fattor                                                       | Bieg na 15 km      | 54:31,1                  | 19.                      |
| Giuseppe Steiner                                                    | Bieg na 15 km      | 54:42,3                  | 20.                      |
| Giulio De Florian                                                   | Bieg na 30 km      | 1:56:40,6                | 11.                      |
| Pompeo Fattor                                                       | Bieg na 30 km      | 1:57:40,5                | 14.                      |
| Ottavio Compagnoni                                                  | Bieg na 30 km      | 1:58:55,0                | 17.                      |
| Giuseppe Steiner                                                    | Bieg na 30 km      | Nie ukończył konkurencji | Nie ukończył konkurencji |
| Federico De Florian                                                 | Bieg na 50 km      | 3:16:23,6                | 16.                      |
| Livio Stuffer                                                       | Bieg na 50 km      | 3:20:43,4                | 18.                      |
| Antonio Schenatti                                                   | Bieg na 50 km      | 3:26:32,2                | 21.                      |
| Alfredo Dibona                                                      | Bieg na 50 km      | 3:33:31,6                | 25.                      |
| Giulio De Florian Giuseppe Steiner Pompeo Fattor Marcello De Dorigo | Sztafeta 4 × 10 km | 2:22:32,5                | 5.                       |

### Kombinacja norweska
Mężczyźni
| Zawodnik   | Konkurencja   | Bieg narciarski | Bieg narciarski | Bieg narciarski | Skoki narciarskie | Skoki narciarskie | Skoki narciarskie | Skoki narciarskie | Skoki narciarskie | Skoki narciarskie | Skoki narciarskie | Skoki narciarskie | Łącznie | Pozycja |
| Zawodnik   | Konkurencja   | Czas biegu      | Pozycja         | Punkty          | Skok 1            | Nota              | Skok 2            | Nota              | Skok 3            | Nota              | Punkty            | Pozycja           | Łącznie | Pozycja |
| ---------- | ------------- | --------------- | --------------- | --------------- | ----------------- | ----------------- | ----------------- | ----------------- | ----------------- | ----------------- | ----------------- | ----------------- | ------- | ------- |
| Enzo Perin | Indywidualnie | 1:02:16,9       | 17.             | 225,290         | 56,5              | 98,0              | 62,0              | 101,0             | 66,5              | 106,0             | 207,0             | 12.               | 432,290 | 14.     |

### Łyżwiarstwo figurowe
| Zawodnik           | Konkurencja | Nota   | Pozycja |
| ------------------ | ----------- | ------ | ------- |
| Anna Galmarini     | Solistki    | 1295,0 | 8.      |
| Carla Tichatscheck | Solistki    | 1201,1 | 16.     |

### Łyżwiarstwo szybkie
Mężczyźni
| Zawodnik       | Konkurencja   | Konkurencja   | Konkurencja    | Konkurencja    | Konkurencja    | Konkurencja    | Konkurencja      | Konkurencja      |
| Zawodnik       | Bieg na 500 m | Bieg na 500 m | Bieg na 1500 m | Bieg na 1500 m | Bieg na 5000 m | Bieg na 5000 m | Bieg na 10 000 m | Bieg na 10 000 m |
| Zawodnik       | Czas          | Miejsce       | Czas           | Miejsce        | Czas           | Miejsce        | Czas             | Miejsce          |
| -------------- | ------------- | ------------- | -------------- | -------------- | -------------- | -------------- | ---------------- | ---------------- |
| Mario Gios     | 43,3          | 32.           | 2:18,6         | 20.            | 8:20,3         | 16.            | 17:06,3          | 18.              |
| Antonio Nitto  | 43,7          | 36.           | 2:19,6         | 25.            | 8:40,4         | 31.            |                  |                  |
| Renato De Riva | 44,1          | 39.           | 2:20,6         | 27.            | 8:32,4         | 26.            | 16:45,7          | 14.              |

### Narciarstwo alpejskie
Mężczyźni
| Zawodnik          | Konkurencja | Konkurencja | Konkurencja   | Konkurencja   | Konkurencja         | Konkurencja         | Konkurencja      | Konkurencja      |
| Zawodnik          | Zjazd       | Zjazd       | Slalom gigant | Slalom gigant | Slalom specjalny    | Slalom specjalny    | Slalom specjalny | Slalom specjalny |
| Zawodnik          | Czas        | Pozycja     | Czas          | Pozycje       | Czas 1-go przejazdu | Czas 2-go przejazdu | Czas łączny      | Pozycja          |
| ----------------- | ----------- | ----------- | ------------- | ------------- | ------------------- | ------------------- | ---------------- | ---------------- |
| Bruno Alberti     | 2:09,1      | 6.          | 1:50,1        | 5.            | 1:28,5              | 1:02,1              | 2:30,6           | 20.              |
| Paride Milianti   | 2:10,8      | 12.         | 1:50,9        | 8.            | 1:10,1              | 1:04,3              | 2:14,4           | 8.               |
| Italo Pedroncelli | 2:16,8      | 24.         | 1:53,8        | 19.           | 1:17,2              | 1:02,5              | 2:19,7           | 11.              |
| Felice De Nicolo  | 2:18,1      | 25.         |               |               |                     |                     |                  |                  |
| Carlo Senoner     |             |             | 1:53,1        | 17.           | 1:18,9              | 1:01,8              | 2:20,7           | 13.              |

Kobiety
| Zawodniczka      | Konkurencja | Konkurencja | Konkurencja   | Konkurencja   | Konkurencja         | Konkurencja         | Konkurencja      | Konkurencja      |
| Zawodniczka      | Zjazd       | Zjazd       | Slalom gigant | Slalom gigant | Slalom specjalny    | Slalom specjalny    | Slalom specjalny | Slalom specjalny |
| Zawodniczka      | Czas        | Pozycja     | Czas          | Pozycja       | Czas 1-go przejazdu | Czas 2-go przejazdu | Czas łączny      | Pozycja          |
| ---------------- | ----------- | ----------- | ------------- | ------------- | ------------------- | ------------------- | ---------------- | ---------------- |
| Pia Riva         | 1:39,9      | 4.          | 1:42,9        | 17.           |                     |                     |                  |                  |
| Jerta Schir      | 1:40,5      | 5.          | 1:42,6        | 15.           | 1:05,6              | 1:00,6              | 2:06,2           | 20.              |
| Carla Marchelli  | 1:41,6      | 9.          | 1:40,7        | 5.            | 1:01,1              | 1:01,8              | 2:02,9           | 15.              |
| Jolanda Schir    | 1:44,2      | 14.         |               |               | 1:02,3              | 1:25,8              | 2:28,1           | 35.              |
| Giuliana Minuzzo |             |             | 1:40,2        | brąz          | 57,4                | 1:01,9              | 1:59,3           | 10.              |

### Skoki narciarskie
Mężczyźni
| Skoczek          | Skok 1    | Skok 1 | Skok 2    | Skok 2 | Nota  | Pozycja |
| Skoczek          | odległość | Nota   | odległość | Nota   | Nota  | Pozycja |
| ---------------- | --------- | ------ | --------- | ------ | ----- | ------- |
| Dino De Zordo    | 85,5      | 99,7   | 77,0      | 99,1   | 198,8 | 24.     |
| Nilo Zandanel    | 84,0      | 95,0   | 71,0      | 89,8   | 184,8 | 36.     |
| Enzo Perin       | 75,0      | 84,8   | 76,0      | 96,8   | 181,6 | 37.     |
| Luigi Pennacchio | 70,5      | 78,7   | 72,5      | 92,5   | 171,2 | 39.     |